# Щелкун посевной тёмный
Щелкун посевной тёмный (лат. Agriotes obscurus) — вид щелкунов из подсемейства Dendrometrinae.

## Распространение
Широко распространён от Европы до Сибири и интродуцирован в Северную Америку. Встречается в лесной, лесостепной и степной зонах Евразии от Атлантического до Тихого океана, включая Северный Кавказ, Северный Казахстан и Северную Монголию.

## Описание
Время лёта жуков, в лесной зоне, с мая до августа, а в степной зоне с конца апреля до конца июня.

## Имаго
В длину достигает 7—10 мм и шириной 2 мм. Тело окрашено в тёмно-бурый цвет, выпуклое. Надкрылья покрыты небольшими жёлто-серыми волосками. Переднеспинка вздута, длина меньше ширины.

### Яйцо
Яйца белого цвета, почти сферические, диаметром 0,5 мм.

### Личинка
Проволочник в длину до 25 мм, шириной 2 мм. Окрашен в тёмно-жёлтый цвет и имеет блестящий оттенок. На конце тела присутствует одно остриё.

### Куколка
Куколка белая длиной 9—12 мм.

## Развитие
Щелкун посевной тёмный развивается от 4 до 6 лет. Размножение происходит после дополнительного питания паренхимой листьев злаков. Самка откладывает яйца кучками по 3—18 штук на прикорневые части растений или в почву на глубину до пяти сантиметров. За всё время самка может отложить от 75 до 230 яиц. Яйца, личинки и куколки развиваются в почве. Личинки генерируют от 4 до 5 лет, в лесной зоне, а в степной зоне до трёх лет.

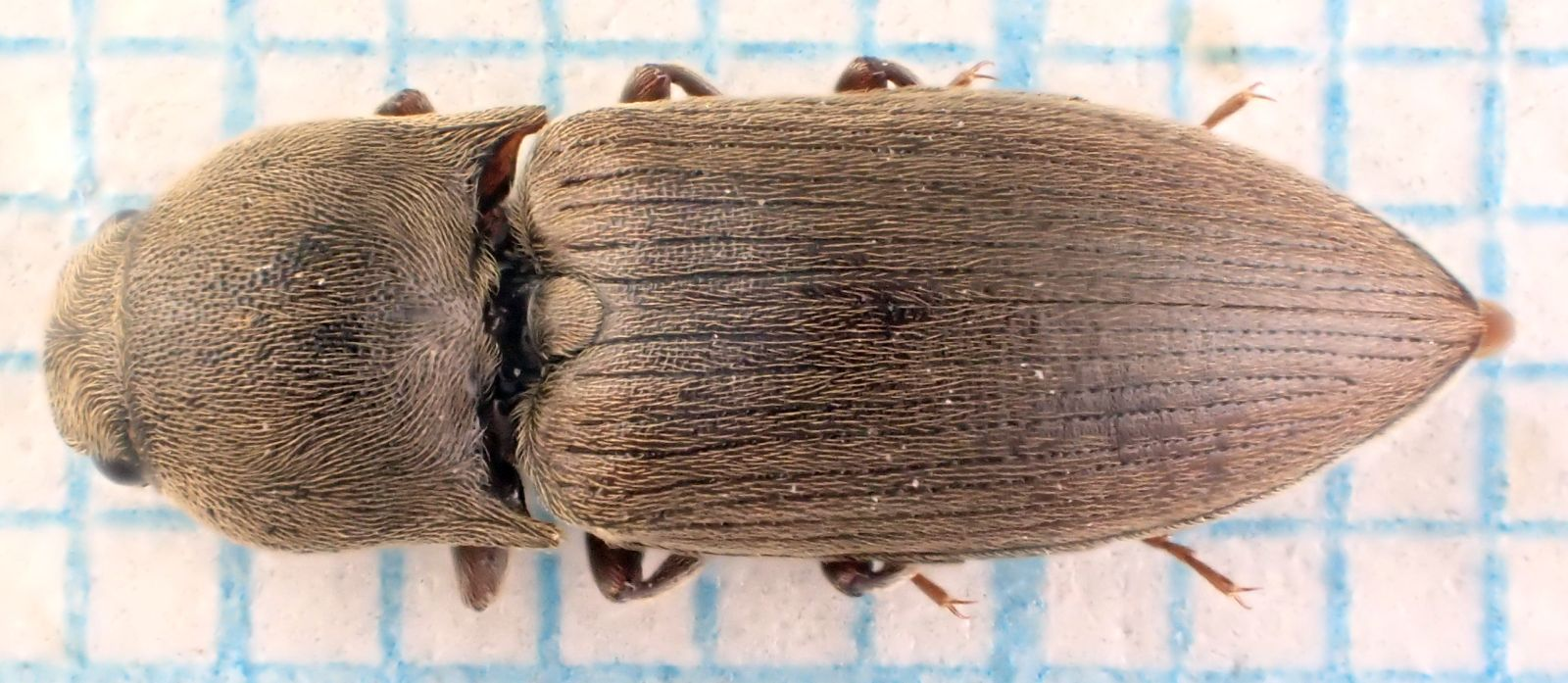
Самец
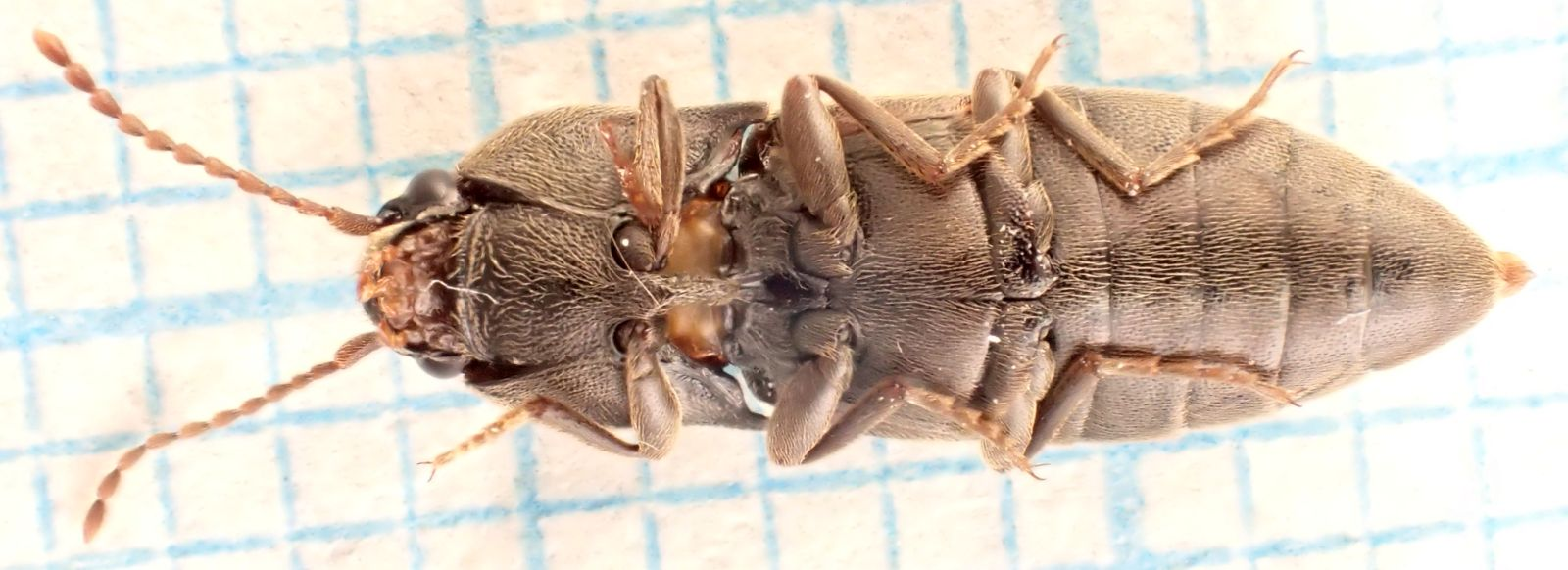
Самец
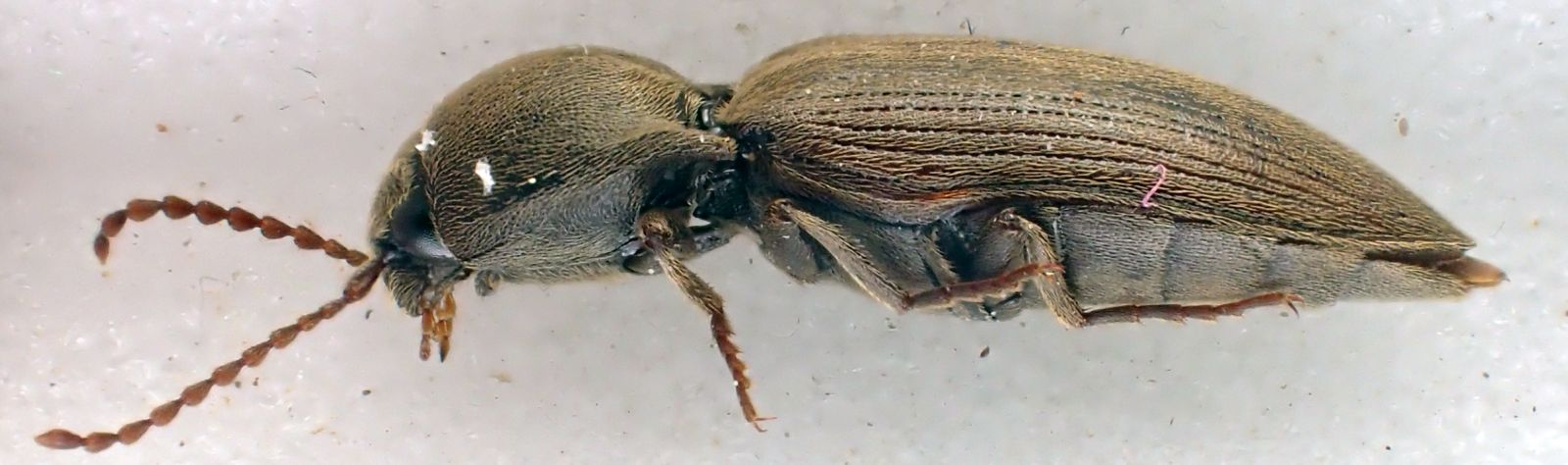
Самец

## Экология и местообитания
Щелкун посевной тёмный является полифагом и вредителем злаковых растений. Его имаго и личинки относительно влаголюбивы. Как и у многих щелкунов вредоносными являются проволочники. Они поедают семена, проростки и подземные части различных культур и сорных растений. Более вредоносные для зерновых злаков (особенно кукурузы), подсолнечника, картофеля, пасленовых и капустных овощных культур, моркови, свеклы, турнепса.